# آلومینون
آلومینون (به انگلیسی: Aluminon) با فرمول شیمیایی C۲۲H۲۳N۳O۹ یک ترکیب شیمیایی است؛ که جرم مولی آن ۴۷۳٫۴۳ g/mol می‌باشد.